# Athroolopha kabylaria
Athroolopha kabylaria är en fjärilsart som beskrevs av Charles Oberthür 1878. Athroolopha kabylaria ingår i släktet Athroolopha och familjen mätare. Inga underarter finns listade i Catalogue of Life.